# 陶老乡
陶老乡，是中华人民共和国安徽省阜阳市临泉县下辖的一个乡镇级行政单位。

## 行政区划
陶老乡下辖以下地区：
陶老村、长集村、周庄村、早里村、腰庄村、黄庄村、徐大村、南天门村和新洪村。